# Евграфов, Марат Андреевич
Евграфов Марат Андреевич (1926, Москва — 1997, Москва) —  советский и российский математик, специалист в области комплексного анализа. Сотрудник ИПМ им. М. В. Келдыша, профессор МФТИ и МИСИ. Автор известных учебников, переводчик ряда классических книг по комплексному анализу на русский язык.

## Биография
В 1941 году, окончив школу в 15 лет, поступил на механико-математический факультет МГУ, который окончил в 1946 году. Окончил аспирантуру там же (1949), в декабре 1949 года защитил кандидатскую диссертацию.
Преподавал на кафедре математики МФТИ с 1953 года, в 1954 году получил звание доцента. В 1955 году он стал доктором физико-математических наук.
С 1956 года — старший научный сотрудник Отделения прикладной математики Математического института АН СССР (которое в 1966 году было преобразовано в Институт прикладной математики АН СССР). М. А. Евграфов работал в ИПМ до 1982 года. Принимал участие в разработке ядерного оружия. Также принимал участие в исследовании алгоритмов игры в шахматы.
Позже М. А. Евграфов вернулся к преподаванию, совмещал работу в ИПМ с преподаванием на ФПК при Московском инженерно-строительном институте. В 1971 году получил звание профессора. В 1995—1997 годах работал в Институте океанологии РАН.

## Научная деятельность
М. А. Евграфов — автор ряда важных результатов в области комплексного анализа, его приложений к теории дифференциальных уравнений, в частности, к асимптотическим методам. Внёс существенный вклад в функциональный анализ: исследовал полноту конкретных систем функций, связанных со спектральными задачами, в различных функциональных пространствах.
Написал учебник «Аналитические функции», выдержавший 4 издания, широко использовавшийся в различных вузах СССР, переведённый на английский язык. Руководитель авторского коллектива задачника к этому учебнику.
Перевёл на русский язык ряд классических книг по комплексному анализу: Гурвиц А., Курант P. Теория функций. — М.: Наука, 1968.; Титчмарш Э. Ч. Теория дзета-функции Римана. — М.: Изд-во иностр. лит., 1953; Бибербах Л. Аналитическое продолжение. — М.: Наука, 1967.

## Монографии и учебные пособия
- Евграфов М. А. Интерполяционная задача Абеля-Гончарова. - М.: ГИТТЛ, 1954. - 128 с.
- Евграфов М. А. Асимптотические оценки и целые функции. - М.: ГТТИ, 1957. - 160 с.; 2-е изд., перераб. - М.: Физматгиз, 1962. - 200 с.; 3-е изд., перераб. и доп. - М.: Наука, 1979. - 320 с.
- Евграфов М. А. Аналитические функции: Учеб. пособие для вузов. – М.: Наука, 1965. – 423 с.; английский перевод: Evgrafov M. A. Analytic functions. - Saunders, Philadelphia, 1966. - 336 p.; 2-е изд., испр. и доп. – М.: Наука, 1968. – 471 с.; 3-е изд., перераб. и доп. – М.: Наука, 1991. – 447 с. - ISBN 5-02-014200-X.; 4-е изд., стер. - Изд-во «Лань», 2008. - 448 с. - ISBN 978-5-8114-0809-2. - 2000 экз.
- Евграфов М. А, Бежанов К. А., Сидоров Ю. В., Федорюк М. В., Шабунин М. И. Сборник задач по теории аналитических функций: учеб. пособие для вузов. Под ред. М. А. Евграфова. – М.: Наука, 1969. – 387 с.; 2-е. изд., перераб. и доп. – М.: Наука, 1972. – 415 с.
- Евграфов М. А., Евграфов Л. А. ТЕХ: Руководство по набору и редактированию математических текстов. – М.: Наука, 1993. – 77 с. – ISBN 5-02-015116-5.

## Публикации в научных журналах
- Евграфов М. А. Степенные ряды с целыми коэффициентами. I // Матем. сб., 28(70):3 (1951), 715–722.
- Евграфов М. А. Степенные ряды с целыми коэффициентами. II // Матем. сб., 29(71):1 (1951), 121–132.
- Евграфов М. А. Об обращении теоремы Абеля для рядов, имеющих пропуски // Изв. АН СССР. Сер. матем., 16:6 (1952), 521–524.
- Евграфов М. А. Новое доказательство теоремы Перрона // Изв. АН СССР. Сер. матем., 17:2 (1953), 77–82.
- Евграфов М. А. О полноте некоторых систем многочленов // Матем. сб., 33(75):2 (1953), 433–440.
- Евграфов М. А. Об одном рекуррентном соотношении, связанном с интерполяционной задачей Абеля–Гончарова // Изв. АН СССР. Сер. матем., 18:5 (1954), 449–460.
- Евграфов М. А. Метод близких систем в пространстве аналитических функций и его применения к интерполяции // Тр. ММО, 5 (1956), 89–201.
- Евграфов М. А. Линейные операторы в пространстве аналитических функций многих комплексных переменных // Изв. АН СССР. Сер. матем., 21:2 (1957), 223–234.
- Евграфов М. А. Обобщение теорем Фрагмена–Линделефа для аналитических функций на решения других эллиптических систем // Изв. АН СССР. Сер. матем., 27:4 (1963),  843–854.
- Евграфов М. А. Об одной новой формуле в операционном исчислении // УМН, 18:5(113) (1963), 159–160.
- Евграфов М. А. Оценки фундаментального решения параболического уравнения // Матем. сб., 112 (154):3 (7) (1980), 331–353.
- Евграфов М. А. Об оценках фундаментального решения эллиптического уравнения с малым параметром // Матем. сб., 116(158):1(9) (1981), 3–28.
- Евграфов М. А. Ряды и интегральные представления. Итоги науки и техн. Сер. Соврем. пробл. мат. Фундам. направления, 13 (1986), 5–92.; английский перевод: Evgrafov M. A. Series and Integral Representations. Analysis I. Encyclopaedia of Mathematical Sciences, Volume 13, 1989, pp 1–81.